# Reformowany Kościół Episkopalny
Reformowany Kościół Episkopalny – jest konserwatywnym kościołem anglikańskim, silnie podkreślającym swą reformowaną, protestancką i ewangelikalną tożsamość, przy równoczesnym zachowaniu wierności wobec reformacyjnych zasad anglikanizmu, tradycyjnej liturgii anglikańskiej opartej na Modlitewniku powszechnym i episkopalnego ustroju Kościoła z zachowaniem ważnej sukcesji apostolskiej.
Kościół został założony przez najprzewielebniejszego bpa George’a Davida Cumminsa oraz szeregu byłych duchownych i wiernych Kościoła Episkopalnego w Stanach Zjednoczonych, którzy sprzeciwili się utracie, jak uważali, „protestanckości” i ewangelikalnego charakteru  Kościoła Episkopalnego, przy jednoczesnym podążaniu tego wyznania w stronę liberalnego chrześcijaństwa. Reformowany Kościół Episkopalny uznaje aborcję i praktykowanie homoseksualizmu za grzechy, nie stosuje ordynacji kobiet na urzędy duchowne, z wyjątkiem wyświęcenia na urząd diakonisy (lecz nie diakonki). Jest zwolennikiem deklaracji jerozolimskiej i uczestniczył w Globalnej Konferencji Przyszłości Anglikańskiej, na której założono Wspólnotę Anglikanów Wyznających.
Obecnym biskupem Kościoła jest najprzewielebniejszy Leonard W. Riches. Reformowany Kościół Episkopalny działa w Stanach Zjednoczonych, Kanadzie, Niemczech, Brazylii, Indiach, Kubie i Liberii.

## Geneza
Reformowany Kościół Episkopalny został zorganizowany 2 grudnia 1873 r. na gruncie idei powrotu do protestanckich i reformowanych korzeni anglikanizmu. Grupa amerykańskich episkopalian – zarówno wiernych, jak i wielebnych – na skutek, ich zdaniem, odejścia od staroprotestanckich wartości i porzucenia przez Kościół Episkopalny ewangelikalnego charakteru wyznania na rzecz teologii liberalnej, doprowadziła do powstania nowego anglikańskiego wyznania w Ameryce Północnej. Najprzewielebniejszy Cummins – biskup założyciel – jakkolwiek uważał, że Reformowany Kościół Episkopalny powinien pozostać przy zachowaniu zarówno ważnej sukcesji apostolskiej, jak i episkopalnego charakteru Kościoła, odrzucił jednak ideę konieczności występowania owych elementów do prawidłowego funkcjonowania Kościoła. Najprzewielebniejszy Cummins działał na rzecz zbliżenia między episkopalianami a innymi wyznaniami protestanckimi, m.in. ewangelicznymi chrześcijanami, prezbiterianami i metodystami. Podczas konferencji dorocznej Aliansu Ewangelicznego wraz z innymi anglikańskimi wielebnymi ze swego otoczenia odprawił z nie posiadającymi sukcesji apostolskiej pastorami ewangelikalnymi nabożeństwo Wieczerzy Pańskiej, za co został skrytykowany przez zwolenników anglokatolicyzmu.

## Doktryna
Na pierwszym Synodzie Generalnym Reformowanego Kościoła Episkopalnego, który odbył się 2 grudnia 1873 r. przyjęto deklarację stanowiącą o kierunku doktrynalnym Kościoła:

1. Reformowany Kościół Episkopalny trzyma się „wiary raz świętym podanej”, zawartej w Piśmie Świętym Starego i Nowego Testamentu, które jest Słowem Bożym i jedyną zasadą wiary i praktyki; w apostolskim symbolu wiary, w świętych ustanowieniach sakramentów: chrztu i Wieczerzy Pańskiej, a także konsekwentnie w doktrynach łaski, jak to zostało wyrażone w 39 artykułach wiary Kościoła Anglikańskiego.
2. Kościół uznaje ustrój episkopalny i obstaje przy nim, nie jako przy prawie ustanowionym przez Boga, lecz jako przy najstarszym i najbardziej wskazanym ustroju organizacji Kościoła.
3. Kościół zachowuje liturgię, której jednak nie uważa za niezbędną, ani władną powstrzymywać wolność w modlitwie, przyjmując Modlitewnik powszechny, jak został on skorygowany, zaopiniowany i polecony do użytku decyzją Konwencji Generalnej Protestanckiego Kościoła Episkopalnego w roku Pańskim 1785, zastrzegając sobie prawo do wprowadzania zmian, rozbudowywania, skracania i wnoszenia poprawek do jego treści, aby mógł on najbardziej służyć zbudowaniu ludzi.
4. Kościół potępia i odrzuca następujące błędne i nieznane mu doktryny: pierwszą, to jest, że Kościół istnieje tylko przy zachowaniu określonego ustroju eklezjalnego; drugą, to jest, że chrześcijańscy kaznodzieje są „kapłanami”, innymi słowy przyjmujemy, że wszyscy wierzący stanowią „królewskie kapłaństwo”; trzecią, to jest, że Stół Pański jest „ołtarzem”, na którym ofiara Ciała i Krwi Pańskiej jest składana ponownie Ojcu; czwartą, to jest, że obecność Chrystusa w Wieczerzy Pańskiej jest Jego obecnością w składnikach chleba i wina; piątą, to jest, że chrzest jest niezbędny, aby zostać nowo narodzonym.
Podsumowując ostatni dzień I Konwencji Generalnej Reformowanego Kościoła Episkopalnego, dnia 2 grudnia roku Pańskiego 1873, zasady i ethos zostają streszczone, co następuje:
W jedności serca i w jedności wiary z naszymi ojcami, którzy na samym początku istnienia tego Narodu odwoływali się do formy ustroju eklezjalnego, jaki odziedziczyli po Reformowanym Kościele Anglii, według rozsądnej i dokładnej korekty Modlitewnika powszechnego, powracamy do stanowiska, jakie oni zajmowali, uważając siebie za starych, prawdziwych protestanckich episkopalian okresu bezpośrednio następującego po rewolucji amerykańskiej, a poprzez naszych przodków zachowujemy nienaruszoną historyczną sukcesję jako Kościół anglikański z Kościołem Chrystusowym, który tworzyły pierwsze gminy chrześcijańskie.

Kościół eksponuje protestanckie, reformowane i ewangelikalne aspekty historyczne anglikanizmu, wskazując na 39 artykułów wiary i dziedzictwo angielskiej reformacji i jej czołowych przedstawicieli, jak Thomas Cranmer. Jednocześnie, Reformowany Kościół Episkopalny krytykuje rytualizm, jaki jego zdaniem ogarnął niektóre kościoły anglikańskie.

## Stosunki z kościołami ewangelicznymi i reformowanymi
Reformowany Kościół Episkopalny, w przeciwieństwie do Kościoła Episkopalnego, posiada wspólnotę ambony i Stołu Pańskiego z kościołami ewangelicznymi, reformowanymi i metodystycznymi – nie posiadającymi sukcesji apostolskiej. Naucza, że posługa Słowa Bożego i sakramentów w tych kościołach pozostaje na równi ważna i obfituje w te same błogosławieństwa, co posługa sprawowana przy jej zachowaniu. Prawdziwy Kościół Chrystusowy istnieje według reformowanych episkopalian także poza historycznym episkopatem.